# Marta Aura
Marta Aura Palacios, conosciuta come Marta Aura (Città del Messico, 4 settembre 1939 – Città del Messico, 8 luglio 2022), è stata un'attrice messicana.

## Biografia
Nacque a Città del Messico il 4 settembre del 1939, figlia di Olimpo Aura Pineda e Ema Palacios Ordorica. I genitori non accettavano il fatto che lei volesse diventare attrice e quindi lei decise di lasciare la sua casa insieme alla sorella María Elena Aura, scrittrice, e al fratello Alejandro Aura, attore e poeta.
Studiò recitazione all'Accademia nazionale di belle arti. Debuttò in teatro nel 1959, anche se si fece conoscere professionalmente nel 1965. Poco dopo incontrò il suo primo marito, l'attore Adán Guevara, con cui ebbe due figli. Dopo quindici anni, divorziarono.
In seguito conobbe l'attore messicano di origine spagnola Rubén Rojo, che successivamente sposò e col quale ebbe un figlio, l'attore Rubén Rojo Aura.
Morì l'8 luglio del 2022 a Città del Messico.

## Filmografia

### Cinema
- La excursión (1967)
- Alguien nos quiere matar (1970)
- El águila descalza, regia di Alfonso Arau (1971)
- Cayó de la gloria el diablo, regia di José Estrada (1972)
- Landrú (1973)
- Los cachorros, regia di José Alonso (1973)
- El lugar sin límites, regia di Arturo Ripstein (1978)
- Max Dominio (1981)
- ¡Que viva Tepito! (1981)
- Los motivos de Luz, regia di Felipe Cazals (1985)
- Las inocentes (1986)
- La envidia (1988)
- Recuerdo de domingo (1990)
- La secta del sargón (1990)
- Rojo amanecer, regia di Jorge Fons (1991)
- Ángel de fuego (1992)
- La insaciable (1992)
- Golpe de suerte (1992)
- Pueblo viejo (1993)
- Amorosos fantasmas (1994)
- La reina de la noche, regia di Arturo Ripstein (1994)
- Nicolás (1994)
- Nessuno parlerà di noi (Nadie hablará de nosotras cuando hayamos muerto), regia di Agustín Díaz Yanes (1995)
- En el aire (1995)
- Tres minutos en la oscuridad (1996)
- La primera noche, regia di Alejandro Gamboa (2008)
- El evangelio de las maravillas, regia di Arturo Ripstein (1998)
- Así es la vida, regia di Arturo Ripstein (2000)
- Azar (2000)
- ¿Y cómo es él? (2001)
- Y tu mamá también - Anche tua madre (Y tu mamá también), regia di Alfonso Cuarón (2001)
- Escrito en el cuerpo de la noche (2001)
- Malos presagios (2002)
- Sin sentido (2002)
- La luna de Antonio (2003)
- Como Dios manda (2003)
- Zurdo, regia di Carlos Salces (2003)
- Peatonal (2004)
- Adán y Eva (Todavía) (2004)
- Cicatrices, regia di Francisco del Toro (2005)
- El día menos pensado (2005)
- Si muero lejos de ti (2006)
- El carnaval de Sodoma (2006)
- Una causa noble (2006)
- El milagrito de San Jacinto (2007)
- ...Y sólo humo (2007)
- Cementerio de papel (2007)
- Arráncame la vida, regia di Roberto Sneider (2008)
- El garabato (2008)
- Mosquita muerta (2008)
- Vaho (2009)
- El libro de piedra, regia di Julio César Estrada (2009)
- Música de ambulancia (2009)
- Las paredes hablan (2010)
- El baile de San Juan (2010)
- Fragmentos sobre el vértigo (2010)
- Las razones del corazón, regia di Arturo Ripstein (2011)
- Cuatro Lunas (2017)
- Coraje, regia di Alberto Durant (2022)

### Televisione
- La hora del silencio (1978)
- Acompáñame - telenovela (1978)
- Julia (1979)
- La madre (1980)
- El periquillo sarniento - serie TV (1981)
- Te amo - telenovela (1984)
- La debuttante (Quinceañera) - telenovela (1987-1988)
- Dulce desafío - telenovela (1988)
- Amor en silencio - telenovela (1988)
- Teresa - telenovela (1989)
- Cenizas y diamantes - telenovela (1990)
- La hora marcada - serie TV (1990)
- En carne propia - telenovela (1990-1991)
- Mujer, casos de la vida real - serie TV (1990-1997)
- Baila conmigo - telenovela (1992)
- Buscando el paraíso - telenovela (1993)
- La sombra del otro - telenovela (1996)
- Canción de amor - telenovela (1996)
- Pueblo chico, infierno grande - telenovela (1997)
- Gente bien - telenovela (1997)
- Chiquititas - telenovela (1998)
- Libera di amare (El privilegio de amar) - telenovela (1998-1999)
- Una luz en el camino - telenovela (1999)
- Cuentos para solitarios - serie TV (1999)
- Golpe bajo - telenovela (2000-2001)
- La duda - telenovela (2002-2003)
- El alma herida - telenvela (2003-2004)
- Los Plateados - telenovela (2005)
- Marina - telenovela (2006)
- Secretos del alma - telenovela (2008-2009)
- La loba - telenovela (2010)
- Entre el amor y el deseo (2010-2011)
- La mujer de Judas - telenovela (2012)
- Hombre tenías que ser - telenovela (2013)